# Současná filozofie v Česku
V současné době[kdy?] se filozofii v ČR věnují výzkumní pracovníci a pedagogové na Filosofickém ústavu AV ČR a řadě fakult většiny vysokých škol v ČR, někteří dále i mimo akademické prostředí. Na vysokých školách se přednáší směry vycházející z tradic aristotelsko-scholastické filozofie, fenomenologie, analytické filozofie a dalších směrů.

## Aristotelsko-scholastická filozofie
O rehabilitaci aristotelských témat, zejména ve scholastické podobě, v rámci analytické filozofie se snaží lidé jako prof. Stanislav Sousedík (FF UK, KTF UK), Petr Dvořák (FF UK, CMTF UP), Tomáš Machula (TF JCU), Lukáš Novák (TF JCU a FF UK), Daniel Heider (TF JU), David Svoboda (KTF UK), Daniel D. Novotný (TF JCU) a prof. Josef Krob (FF MU).
Východiskem je dílo Tomáše Akvinského (1225–1274), J. D. Scota (1266–1308) a autorů tzv. druhé scholastiky 16.–17. století (tomismus, scotismus, jezuitská scholastika), které vykazuje mnoho styčných bodů s dnešní metafyzikou a logickou sémantikou v rámci analytické filozofie.
V linii tradičnější novoscholastiky (bez návaznosti na analytickou filozofii) píše a přednáší mimoakademický filozof Jiří Fuchs, a dále Roman Cardal a teolog Václav Wolf. Jiří Fuchs přednáší mimo akademické kruhy už z dob před listopadem 1989 v současnosti v kontaktu s Občanským institutem.

## Fenomenologická filozofie
Mezi nejvýznamnější představitele patří Jan Patočka, Jan Sokol, Martin Cajthaml a další.

## Analytická filozofie
Z pozice analytické filozofie se filozofií vědy zabývají např. Břetislav Fajkus (Katedra filozofie a dějin přírodních věd PřF UK), Nikolaj Demjančuk (Katedra filozofie FF ZČU).
Analytickou filozofií se zabýval např. Jiří Fiala (Katedra filozofie FF ZČU), z pozice logiky se jí zabývají například Jaroslav Peregrin (FF UK a Filozofický ústav AV ČR) či Pavel Materna (Katedra filozofie FF MU a Filozofický ústav AV ČR).